# Kepler-20b
Kepler-20b es un planeta descubierto en torno a la estrella Kepler-20. Su radio es cerca de dos veces el de la Tierra, pero su masa es de 9,70 +1,41-1,44 veces la de la Tierra. Junto con los otros cuatro planetas en el sistema, Kepler-20c se anunció el 20 de diciembre de 2011. El planeta tiene una densidad de 8,2 +1,5
−1,3 g/cc.